# Polygala apparicioi
Polygala apparicioi är en jungfrulinsväxtart som beskrevs av Alexander Curt Brade. Polygala apparicioi ingår i släktet jungfrulinssläktet, och familjen jungfrulinsväxter. Inga underarter finns listade i Catalogue of Life.